# Zeta Boötis
Zeta Boötes is een dubbelster in het sterrenbeeld Ossenhoeder. Het systeem bestaat uit twee reuzensterren met de spectraalklasse A2 III. Terwijl de sterren een gezamenlijke magnitude van 3,78 hebben, hebben ze afzonderlijk een magnitude van 4,43 (Zeta Boötes A) en 4,83 (Zeta Boötes B).